# Coppa dei Campioni 1994-1995 (pallavolo maschile)
La Coppa dei Campioni 1994-1995 si è svolta dal 5 novembre 1994 al 12 marzo 1995: al torneo hanno partecipato 32 squadre di club europee e la vittoria finale è andata per la prima volta al Treviso.

## Regolamento

### Formula
Le squadre hanno disputato una fase preliminare con incontri di andata e ritorno; le squadre vincitrici del doppio incontro hanno poi disputato semifinali e finali con la formula della gara unica.

## Squadre partecipanti
| - KS Olimpik Tirana - Vienna hotVolleys - Zellik VB - Vicebsk - Bosna Sarajevo - CSKA Sofia - HAOK Mladost - Holte IF | - Kuopion PS - Cannes - Bayer Wuppertal - Olympiakos - Hapoël Mateh Asher - Porto Ravenna - Treviso - PCSK Riga | - Morena Vilnius - Strassen - Dynamo Apeldoorn - AZS Częstochowa - Sporting Lisbona - Odolena Voda - Dinamo Bucarest - CSKA Mosca | - Glasgow Mets - VKP Bratislava - Salonit Anhovo - Calvo Sotelo - Losanna UC - Halkbank - Lokomotyv Charkiv - Kaposvár |

## Torneo

### Primo turno

#### Andata
| 5 novembre 1994 ?, ? Durata: ? - Spettatori: ?  | Dynamo Apeldoorn   | 1 - 3 | Kuopion PS        | 15-6, 14-16, 6-15, 5-15  |
| 5 novembre 1994 ?, ? Durata: ? - Spettatori: ?  | CSKA Sofia         | 1 - 3 | PCSK Riga         | 15-7, 14-16, 3-15, 4-15  |
| 5 novembre 1994 ?, ? Durata: ? - Spettatori: ?  | Strassen           | 0 - 3 | Kaposvár          | 16-17, 5-15, 5-15        |
| 5 novembre 1994 ?, ? Durata: ? - Spettatori: ?  | Salonit Anhovo     | 3 - 0 | Glasgow Mets      | 15-5, 15-5, 15-9         |
| 5 novembre 1994 ?, ? Durata: ? - Spettatori: ?  | AZS Częstochowa    | 3 - 0 | Odolena Voda      | 15-9, 15-7, 15-4         |
| 5 novembre 1994 ?, ? Durata: ? - Spettatori: ?  | Dinamo Bucarest    | 3 - 1 | Calvo Sotelo      | 16-14, 8-15, 15-11, 15-9 |
| 11 novembre 1994 ?, ? Durata: ? - Spettatori: ? | KS Olimpik Tirana  | 0 - 3 | Lokomotyv Charkiv | 5-15, 4-15, 6-15         |
| 12 novembre 1994 ?, ? Durata: ? - Spettatori: ? | Hapoël Mateh Asher | 3 - 0 | HAOK Mladost      | 15-6, 15-5, 15-6         |

#### Ritorno
| 12 novembre 1994 ?, ? Durata: ? - Spettatori: ? | Kuopion PS        | 3 - 2 | Dynamo Apeldoorn   | 6-15, 15-4, 16-17, 15-2, 18-16  |
| 12 novembre 1994 ?, ? Durata: ? - Spettatori: ? | PCSK Riga         | 3 - 0 | CSKA Sofia         | 15-3, 16-14, 15-6               |
| 12 novembre 1994 ?, ? Durata: ? - Spettatori: ? | Kaposvár          | 3 - 0 | Strassen           | 15-5, 15-4, 15-7                |
| 12 novembre 1994 ?, ? Durata: ? - Spettatori: ? | Glasgow Mets      | 0 - 3 | Salonit Anhovo     | 11-15, 10-15, 5-15              |
| 12 novembre 1994 ?, ? Durata: ? - Spettatori: ? | Odolena Voda      | 3 - 2 | AZS Częstochowa    | 15-12, 6-15, 15-12, 8-15, 15-12 |
| 12 novembre 1994 ?, ? Durata: ? - Spettatori: ? | Calvo Sotelo      | 3 - 0 | Dinamo Bucarest    | 15-10, 15-2, 15-11              |
| 12 novembre 1994 ?, ? Durata: ? - Spettatori: ? | Lokomotyv Charkiv | 3 - 0 | KS Olimpik Tirana  | 15-4, 15-0, 15-0                |
| 13 novembre 1994 ?, ? Durata: ? - Spettatori: ? | HAOK Mladost      | 2 - 3 | Hapoël Mateh Asher | 4-15, 5-15, 17-15, 15-9, 15-17  |

#### Squadre qualificate
- Kuopion PS
- Hapoël Mateh Asher
- PCSK Riga
- AZS Częstochowa
- Salonit Anhovo
- Calvo Sotelo
- Lokomotyv Charkiv
- Kaposvár

### Secondo turno

#### Andata
| 3 dicembre 1994 ?, ? Durata: ? - Spettatori: ? | Holte IF         | 3 - 1 | Morena Vilnius     | 15-8, 15-4, 13-15, 15-4          |
| 3 dicembre 1994 ?, ? Durata: ? - Spettatori: ? | Kuopion PS       | 3 - 1 | PCSK Riga          | 15-5, 15-12, 10-15, 15-12        |
| 3 dicembre 1994 ?, ? Durata: ? - Spettatori: ? | Salonit Anhovo   | 0 - 3 | Losanna UC         | 8-15, 13-15, 13-15               |
| 3 dicembre 1994 ?, ? Durata: ? - Spettatori: ? | CSKA Mosca       | 3 - 0 | Hapoël Mateh Asher | 15-6, 15-5, 15-7                 |
| 3 dicembre 1994 ?, ? Durata: ? - Spettatori: ? | Sporting Lisbona | 3 - 2 | AZS Częstochowa    | 15-9, 11-15, 10-15, 15-10, 15-13 |
| 3 dicembre 1994 ?, ? Durata: ? - Spettatori: ? | Vicebsk          | 3 - 0 | Bosna Sarajevo     | 15-3, 15-4, 15-4                 |
| 4 dicembre 1994 ?, ? Durata: ? - Spettatori: ? | VKP Bratislava   | 3 - 0 | Kaposvár           | 15-6, 15-9, 15-9                 |
| 8 dicembre 1994 ?, ? Durata: ? - Spettatori: ? | Calvo Sotelo     | 3 - 0 | Lokomotyv Charkiv  | 15-3, 15-5, 15-10                |

#### Ritorno
| 4 dicembre 1994 ?, ? Durata: ? - Spettatori: ?  | Morena Vilnius     | 1 - 3 | Holte IF         | 6-15, 16-14, 12-15, 10-15       |
| 4 dicembre 1994 ?, ? Durata: ? - Spettatori: ?  | Bosna Sarajevo     | 0 - 3 | Vicebsk          | 7-15, 9-15, 4-15                |
| 10 dicembre 1994 ?, ? Durata: ? - Spettatori: ? | PCSK Riga          | 3 - 1 | Kuopion PS       | 15-8, 8-15, 15-9, 15-12         |
| 10 dicembre 1994 ?, ? Durata: ? - Spettatori: ? | Kaposvár           | 2 - 3 | VKP Bratislava   | 15-17, 16-14, 15-4, 7-15, 13-15 |
| 10 dicembre 1994 ?, ? Durata: ? - Spettatori: ? | Losanna UC         | 1 - 3 | Salonit Anhovo   | 15-11, 13-15, 8-15, 6-15        |
| 10 dicembre 1994 ?, ? Durata: ? - Spettatori: ? | Hapoël Mateh Asher | 0 - 3 | CSKA Mosca       | 8-15, 11-15, 10-15              |
| 10 dicembre 1994 ?, ? Durata: ? - Spettatori: ? | AZS Częstochowa    | 3 - 1 | Sporting Lisbona | 15-5, 8-15, 15-11, 15-2         |
| 10 dicembre 1994 ?, ? Durata: ? - Spettatori: ? | Lokomotyv Charkiv  | 0 - 3 | Calvo Sotelo     | 4-15, 10-15, 7-15               |

#### Squadre qualificate
- Vicebsk
- Holte IF
- Kuopion PS
- AZS Częstochowa
- VKP Bratislava
- Calvo Sotelo
- Losanna UC
- CSKA Mosca

### Ottavi di finale

#### Andata
| 10 gennaio 1995 ?, ? Durata: ? - Spettatori: ? | Cannes            | 3 - 0 | Kuopion PS      | 15-7, 15-4, 15-12                 |
| 10 gennaio 1995 ?, ? Durata: ? - Spettatori: ? | Calvo Sotelo      | 1 - 3 | Olympiakos      | 10-15, 15-10, 12-15, 13-15        |
| 11 gennaio 1995 ?, ? Durata: ? - Spettatori: ? | Zellik VB         | 3 - 0 | AZS Częstochowa | 15-4, 15-6, 15-13                 |
| 11 gennaio 1995 ?, ? Durata: ? - Spettatori: ? | Vienna hotVolleys | 3 - 0 | Losanna UC      | 15-11, 16-14, 15-12               |
| 11 gennaio 1995 ?, ? Durata: ? - Spettatori: ? | CSKA Mosca        | 3 - 2 | Bayer Wuppertal | 15-11, 13-15, 13-15, 15-13, 17-15 |
| 11 gennaio 1995 ?, ? Durata: ? - Spettatori: ? | Holte IF          | 0 - 3 | Treviso         | 6-15, 4-15, 2-15                  |
| 11 gennaio 1995 ?, ? Durata: ? - Spettatori: ? | VKP Bratislava    | 3 - 0 | Halkbank        | 15-10, 15-5, 15-10                |
| 17 gennaio 1995 ?, ? Durata: ? - Spettatori: ? | Porto Ravenna     | 3 - 0 | Vicebsk         | 15-3, 15-11, 15-4                 |

#### Ritorno
| 18 gennaio 1995 ?, ? Durata: ? - Spettatori: ? | Kuopion PS      | 3 - 0 | Cannes            | 15-7, 15-7, 15-12               |
| 18 gennaio 1995 ?, ? Durata: ? - Spettatori: ? | Olympiakos      | 3 - 2 | Calvo Sotelo      | 15-9, 13-15, 14-16, 15-5, 15-13 |
| 18 gennaio 1995 ?, ? Durata: ? - Spettatori: ? | AZS Częstochowa | 3 - 0 | Zellik VB         | 15-13, 15-5, 15-6               |
| 18 gennaio 1995 ?, ? Durata: ? - Spettatori: ? | Losanna UC      | 1 - 3 | Vienna hotVolleys | 12-15, 15-4, 11-15, 9-15        |
| 18 gennaio 1995 ?, ? Durata: ? - Spettatori: ? | Bayer Wuppertal | 3 - 1 | CSKA Mosca        | 10-15, 15-10, 15-11, 15-3       |
| 18 gennaio 1995 ?, ? Durata: ? - Spettatori: ? | Treviso         | 3 - 0 | Holte IF          | 15-4, 15-7, 15-5                |
| 18 gennaio 1995 ?, ? Durata: ? - Spettatori: ? | Halkbank        | 3 - 0 | VKP Bratislava    | 15-5, 15-10, 15-1               |
| 18 gennaio 1995 ?, ? Durata: ? - Spettatori: ? | Vicebsk         | 1 - 3 | Porto Ravenna     | 6-15, 5-15, 15-11, 5-15         |

#### Squadre qualificate
- Vienna hotVolleys
- Zellik VB
- Cannes
- Bayer Wuppertal
- Olympiakos
- Porto Ravenna
- Treviso
- Halkbank

### Quarti di finale

#### Andata
| 8 febbraio 1995 ?, ? Durata: ? - Spettatori: ? | Zellik VB       | 3 - 0 | Vienna hotVolleys | 15-6, 15-7, 15-9          |
| 8 febbraio 1995 ?, ? Durata: ? - Spettatori: ? | Porto Ravenna   | 3 - 1 | Cannes            | 7-15, 15-7, 15-1, 17-15   |
| 8 febbraio 1995 ?, ? Durata: ? - Spettatori: ? | Halkbank        | 3 - 1 | Olympiakos        | 7-15, 15-11, 15-11, 15-10 |
| 9 febbraio 1995 ?, ? Durata: ? - Spettatori: ? | Bayer Wuppertal | 3 - 1 | Treviso           | 15-13, 9-15, 15-6, 15-9   |

#### Ritorno
| 15 febbraio 1995 ?, ? Durata: ? - Spettatori: ? | Vienna hotVolleys | 2 - 3 | Zellik VB       | 9-15, 4-15, 15-6, 15-10, 16-18 |
| 15 febbraio 1995 ?, ? Durata: ? - Spettatori: ? | Cannes            | 3 - 1 | Porto Ravenna   | 15-11, 15-11, 10-15, 15-9      |
| 15 febbraio 1995 ?, ? Durata: ? - Spettatori: ? | Olympiakos        | 3 - 0 | Halkbank        | 15-13, 15-8, 15-8              |
| 15 febbraio 1995 ?, ? Durata: ? - Spettatori: ? | Treviso           | 3 - 0 | Bayer Wuppertal | 15-8, 15-4, 15-7               |

#### Squadre qualificate
- Zellik VB
- Olympiakos
- Treviso
- Porto Ravenna

### Finale a quattro
|  | Semifinali    | Semifinali    | Semifinali    |               |         | Finale             | Finale             | Finale             |  |
|  |               |               |               |               |         |                    |                    |                    |  |
|  | Zellik VB     | Zellik VB     | 0             |               |         |                    |                    |                    |  |
|  | Zellik VB     | Zellik VB     | 0             |               |         |                    |                    |                    |  |
|  | Treviso       | Treviso       | 3             |               |         |                    |                    |                    |  |
|  | Treviso       | Treviso       | 3             |               | Treviso | Treviso            | 3                  |                    |  |
|  |               |               |               |               | Treviso | Treviso            | 3                  |                    |  |
|  |               |               | Porto Ravenna | Porto Ravenna | 0       |                    |                    |                    |  |
|  | Porto Ravenna | Porto Ravenna | Porto Ravenna | Porto Ravenna | 0       | 3                  |                    |                    |  |
|  | Porto Ravenna | Porto Ravenna |               |               |         | 3                  |                    |                    |  |
|  | Olympiakos    | Olympiakos    | 1             |               |         | Finale terzo posto | Finale terzo posto | Finale terzo posto |  |
|  | Olympiakos    | Olympiakos    | 1             |               |         |                    |                    |                    |  |
|  |               |               |               |               |         |                    |                    |                    |  |
|  |               |               |               |               |         | Zellik VB          | Zellik VB          | 2                  |  |
|  |               |               |               |               |         | Zellik VB          | Zellik VB          | 2                  |  |
|  |               |               |               |               |         | Olympiakos         | Olympiakos         | 3                  |  |

#### Semifinali
| 11 marzo 1995 Vienna Durata: ? - Spettatori: ? | Zellik VB     | 0 - 3 | Treviso    | 6-15, 7-15, 1-15         |
| 11 marzo 1995 Vienna Durata: ? - Spettatori: ? | Porto Ravenna | 3 - 1 | Olympiakos | 15-11, 8-15, 15-11, 15-6 |

#### Finale 3º posto
| 12 marzo 1995 Vienna Durata: ? - Spettatori: ? | Zellik VB | 2 - 3 | Olympiakos | 10-15, 15-12, 3-15, 15-8, 11-15 |

#### Finale
| 12 marzo 1995 Vienna Durata: ? - Spettatori: ? | Treviso | 3 - 0 | Porto Ravenna | 15-6, 15-4, 15-12 |